# Walk Through This World with Me
Albums de George Jones
Hits by George
(1967) If My Heart Had Windows
(1968)
Walk Through This World with Me est un album de l'artiste américain de musique country George Jones. Cet album est sorti en 1967 sur le label Musicor Records.

## Liste des pistes
| No  | Titre                               | Durée |
| --- | ----------------------------------- | ----- |
| 1.  | Walk Through This World With Me     |       |
| 2.  | Shoe Goes on the Other Foot Tonight |       |
| 3.  | Sweet Thang                         |       |
| 4.  | Am I That Easy to Forget            |       |
| 5.  | Apartment No. 9                     |       |
| 6.  | There Goes My Everything            |       |
| 7.  | Life Turned Her That Way            |       |
| 8.  | Almost Persuaded                    |       |
| 9.  | Lonely Street                       |       |
| 10. | Don't Do It Darlin'                 |       |

## Positions dans les charts
Album – Billboard (Amérique du nord)
| Année | Chart          | Position |
| ----- | -------------- | -------- |
| 1967  | Albums country | 2        |